# Kaijū Ōji
Kaijū Ōji (怪獣王子, Kaiju Ouji, Brasil: O Príncipe Dinossauro ) é uma série de televisão japonesa tokusatsu. Foi exibida na Fuji Television entre 2 de outubro de 1967 e 25 de março de 1968.

## Personagens

### Heróis
Mitsuru: O personagem principal. Um jovem menino amigo de um apatossauro.
Nessie: Um jovem apatossauro cujos pais morreram e agora está lutando contra os alienígenas que o mataram com a ajuda do exército japonês e seu amigo humano. Possui grande força física e muito parecido com seu pai, a capacidade de disparar um vapor de chamas.

### Vilões
Alienígenas (grupo 1): um grupo de alienígenas bizarros de gárgulas serve como antagonistas do show. Eles foram mortos e derrotados no episódio 14. Eles possuem várias armas não nomeadas e mísseis-atiradores, bem como o estranho poder de ressuscitar criaturas fossilizadas.
Alienígenas (grupo 2): um grupo diferente e mais poderoso de alienígenas voadores apareceu nos episódios 15-26. Estes alienígenas possuem armas mais avançadas, sendo capazes de disparar um ácido de pasta amarela não identificado de seus focinhos, e ser capaz de alterar o material genético de suas criaturas revividas e transformá-las em gigantes.